# Tyrannochthonius avernicola
Tyrannochthonius avernicola és una espècie d'aràcnid de l'ordre Pseudoscorpionida de la família Chthoniidae.

## Distribució geogràfica
Es troba de forma endèmica a Alabama (Estats Units).